# 彦根市場商店街

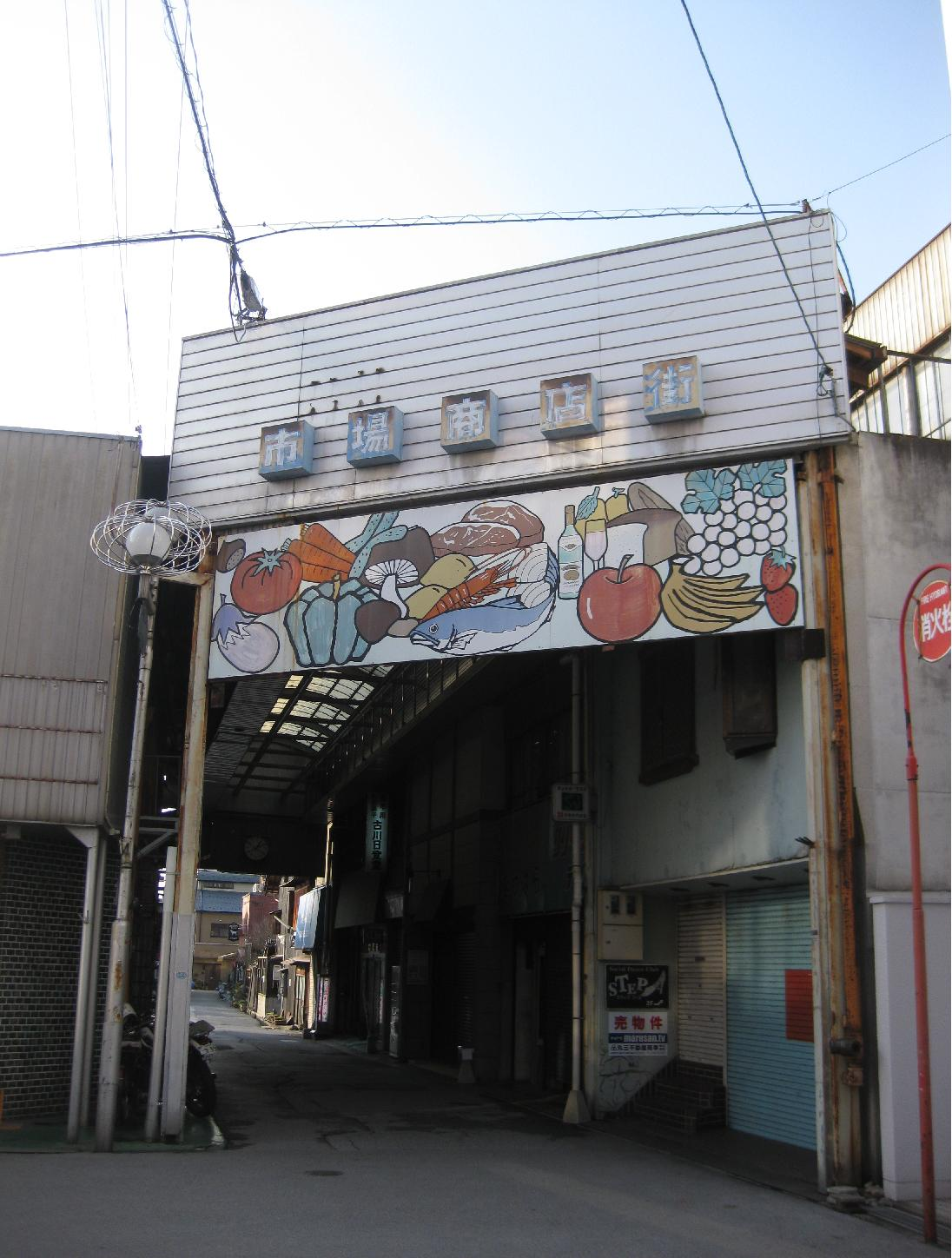
2012年頃まで再開発されずにかつての面影を残していた一角。

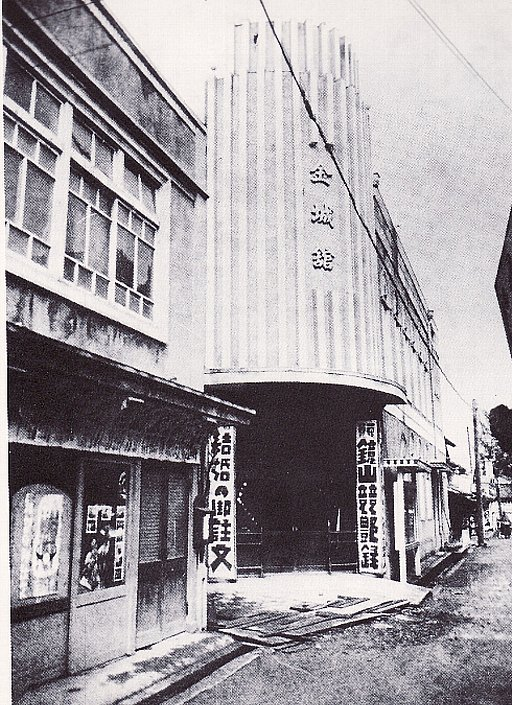
1933年に撮影された金城館。のちの彦劇。

彦根市場商店街（ひこねいちばしょうてんがい）は、かつて滋賀県彦根市本町にあった商店街。

## 概要
市内最大の商店街銀座商店街と中央商店街に隣接し、彦根市民の台所として栄えた。入口左側には朝日会館というパチンコ店と彦根映画劇場（略して彦劇<げんげき>、戦前は金城館）という映画館があった。昭和30・40年代には滋賀県下有数の賑やかな商店街であったが、昭和50年代以降商業地の中心が郊外へと移動するにつれて活気は急速に失われていった。

## 四番町スクエアとして再スタート
1990年代から若手商店主らを中心に商店街再生が模索され始め、2006年5月に四番町スクエアとして大半の区画が再開発された。大正ロマンをイメージして整備された四番町スクエアは、隣接する夢京橋キャッスルロード（江戸時代をイメージして再開発された商店街）とともに新たな彦根市の地域おこしの拠点となっている。